# Feldhorst
Feldhorst er en by og kommune i det nordlige Tyskland, beliggende i Amt Nordstormarn under Kreis Stormarn. Kreis Stormarn ligger i den sydøstlige del af delstaten Slesvig-Holsten.

## Geografi
Kommunen ligger i den nordlige del af Kreis Stormarn, ca. 18 km vest for Lübeck. Mod nord grænser Feldhorst til Kreis Segeberg med kommunerne Wakendorf I, Bahrenhof og Bühnsdorf. Mod øst ligger kommunen Rehhorst og byen Reinfeld (Holsten), mod syd ligger danner floden Trave grænse til kommunen Meddewade.
Mod vest grænser Feldhorst til byen Bad Oldesloe.
I kommunen ligger landsbyerne og bebyggelserne Altenweide, Buurdiek, Havighorst, Hohenkamp, Niendeel, Rögen, Schüttenkaten, Steinfeld, Steinfelder Heckkaten, Steinfelder Hude og Steinfelderwohld.